# Atrichum androgynum
Atrichum androgynum är en bladmossart som beskrevs av Georg Friedrich von Jaeger 1875. Atrichum androgynum ingår i släktet sågmossor, och familjen Polytrichaceae. Inga underarter finns listade i Catalogue of Life.